# Torneo di Wimbledon 2013 - Qualificazioni doppio maschile
Le qualificazioni del doppio  maschile del Torneo di Wimbledon 2013 sono state un torneo di tennis preliminare per accedere alla fase finale della manifestazione. I vincitori dell'ultimo turno sono entrati di diritto nel tabellone principale. In caso di ritiro di uno o più giocatori aventi diritto a questi sono subentrati i lucky loser, ossia i giocatori che hanno perso nell'ultimo turno ma che avevano una classifica più alta rispetto agli altri partecipanti che avevano comunque perso nel turno finale.

## Teste di serie
1. Dustin Brown /  Rameez Junaid (ultimo turno)
2. Samuel Groth /  Chris Guccione (qualificati)
3. Dominik Meffert /  Philipp Oswald (qualificati)
4. Purav Raja /  Divij Sharan (qualificati)

1. Colin Ebelthite /  Adil Shamasdin (primo turno)
2. Brydan Klein /  Dane Propoggia (primo turno)
3. Steve Johnson /  Andreas Siljeström (ultimo turno)
4. Jesse Levine /  Vasek Pospisil (qualificati)

## Qualificati
1. Jesse Levine /  Vasek Pospisil
2. Samuel Groth /  Chris Guccione

1. Dominik Meffert /  Philipp Oswald
2. Purav Raja /  Divij Sharan

## Tabellone qualificazioni

### Legenda
| - Q = Qualificato - WC = Wild card - LL = Lucky loser | - ALT = Alternate - SE = Special Exempt - PR = Protected Ranking | - w/o = Walkover - r = Ritirato - d = Squalificato |

### Sezione 1
|  | Primo turno | Primo turno                   | Primo turno                   | Primo turno | Primo turno |  |  | Ultimo turno | Ultimo turno                | Ultimo turno                | Ultimo turno | Ultimo turno |  |
|  |             |                               |                               |             |             |  |  |              |                             |                             |              |              |  |
|  | 1           | Dustin Brown Rameez Junaid    | 62                            | 6           | 6           |  |  |              |                             |                             |              |              |  |
|  | WC          | Edward Corrie Neal Skupski    | 7                             | 3           | 3           |  |  | 1            | Dustin Brown Rameez Junaid  | Dustin Brown Rameez Junaid  | 4            | 4            |  |
|  |             | Tejmuraz Gabašvili João Sousa | Tejmuraz Gabašvili João Sousa | 0           | 6(0)        |  |  | 8            | Jesse Levine Vasek Pospisil | Jesse Levine Vasek Pospisil | 6            | 6            |  |
|  | 8           | Jesse Levine Vasek Pospisil   | Jesse Levine Vasek Pospisil   | 6           | 7           |  |  |              |                             |                             |              |              |  |

### Sezione 2
|  | Primo turno | Primo turno                         | Primo turno                         | Primo turno | Primo turno |  |  | Ultimo turno | Ultimo turno                     | Ultimo turno                     | Ultimo turno | Ultimo turno |  |
|  |             |                                     |                                     |             |             |  |  |              |                                  |                                  |              |              |  |
|  | 2           | Samuel Groth Chris Guccione         | Samuel Groth Chris Guccione         | 7           | 6           |  |  |              |                                  |                                  |              |              |  |
|  |             | Matthias Bachinger Michael Kohlmann | Matthias Bachinger Michael Kohlmann | 64          | 2           |  |  | 2            | Samuel Groth Chris Guccione      | Samuel Groth Chris Guccione      | 6            | 7            |  |
|  | WC          | Lewis Burton Daniel Evans           | 67                                  | 6           | 9           |  |  | 7            | Steve Johnson Andreas Siljeström | Steve Johnson Andreas Siljeström | 3            | 63           |  |
|  | 7           | Steve Johnson Andreas Siljeström    | 7                                   | 4           | 11          |  |  |              |                                  |                                  |              |              |  |

### Sezione 3
|  | Primo turno | Primo turno                    | Primo turno                    | Primo turno | Primo turno |  |  | Ultimo turno | Ultimo turno                   | Ultimo turno                   | Ultimo turno                   | Ultimo turno |  |
|  |             |                                |                                |             |             |  |  |              |                                |                                |                                |              |  |
|  | 3           | Dominik Meffert Philipp Oswald | Dominik Meffert Philipp Oswald | 6           | 6           |  |  |              |                                |                                |                                |              |  |
|  |             | Stefano Ianni Adrian Mannarino | Stefano Ianni Adrian Mannarino | 4           | 1           |  |  | 3            | Dominik Meffert Philipp Oswald | Dominik Meffert Philipp Oswald | Dominik Meffert Philipp Oswald |              |  |
|  |             | Denis Kudla Tim Smyczek        | Denis Kudla Tim Smyczek        | 7           | 6           |  |  |              | Denis Kudla Tim Smyczek        | Denis Kudla Tim Smyczek        | Denis Kudla Tim Smyczek        | w/o          |  |
|  | 5           | Colin Ebelthite Adil Shamasdin | Colin Ebelthite Adil Shamasdin | 64          | 3           |  |  |              |                                |                                |                                |              |  |

### Sezione 4
|  | Primo turno | Primo turno                       | Primo turno                       | Primo turno | Primo turno |  |  | Ultimo turno | Ultimo turno                      | Ultimo turno                      | Ultimo turno                      | Ultimo turno |  |
|  |             |                                   |                                   |             |             |  |  |              |                                   |                                   |                                   |              |  |
|  | 4           | Purav Raja Divij Sharan           | Purav Raja Divij Sharan           | 6           | 6           |  |  |              |                                   |                                   |                                   |              |  |
|  |             | Flavio Cipolla Wayne Odesnik      | Flavio Cipolla Wayne Odesnik      | 2           | 4           |  |  | 4            | Purav Raja Divij Sharan           | Purav Raja Divij Sharan           | Purav Raja Divij Sharan           |              |  |
|  |             | Andreas Haider-Maurer Jiří Veselý | Andreas Haider-Maurer Jiří Veselý | 7           | 6           |  |  |              | Andreas Haider-Maurer Jiří Veselý | Andreas Haider-Maurer Jiří Veselý | Andreas Haider-Maurer Jiří Veselý | w/o          |  |
|  | 6           | Brydan Klein Dane Propoggia       | Brydan Klein Dane Propoggia       | 64          | 2           |  |  |              |                                   |                                   |                                   |              |  |